# Orumcekia
Genre
Synonymes
- Coronilla Wang, 1994 nec Beneden, 1871

Orumcekia est un genre d'araignées aranéomorphes de la famille des Agelenidae.

## Distribution
Les espèces de ce genre se rencontrent en Chine, au Viêt Nam et en Thaïlande.

## Liste des espèces
Selon World Spider Catalog (version 22.0, 21/04/2021) :
- Orumcekia chongzhouensis Wang, Wang, Wu & Zhang, 2021
- Orumcekia cipingensis Liu, Liu & Xu, 2021
- Orumcekia gemata (Wang, 1994)
- Orumcekia jianhuii (Tang & Yin, 2002)
- Orumcekia lanna (Dankittipakul, Sonthichai & Wang, 2006)
- Orumcekia libo (Wang, 2003)
- Orumcekia mangshan (Zhang & Yin, 2001)
- Orumcekia pseudogemata (Xu & Li, 2007)
- Orumcekia sigillata (Wang, 1994)
- Orumcekia subsigillata (Wang, 2003)

## Publications originales
- Koçak & Kemal, 2008 : « New synonyms and replacement names in the genus group taxa of Araneida. » Centre for Entomological Studies Miscellaneous Papers, no 139-140, p. 1-4 (texte intégral).
- Wang, 1994 : « Descriptions of a new genus and two new species of Amaurobiidae from China (Araneae). » Acta Zootaxonomica Sinica, vol. 19, p. 281-285.